# Chrást (okres Nymburk)
Chrást (dříve Manderšejd-Chrást, německy Manderscheid-Chrast) je obec v okrese Nymburk ve Středočeském kraji. Je součástí Mikroregionu Nymbursko, asi čtrnáct kilometrů jihozápadně od Nymburku. Žije v ní 522 obyvatel.

## Historie
První písemná zmínka o obci pochází z roku 1345. Do roku 1946 nesla obec název Manderšejd-Chrást.
Ve vsi Manderšejd-Chrást (609 obyvatel) byly v roce 1932 evidovány tyto živnosti a obchody: obchodník s dobytkem, hospodářské družstvo, 2 hostince, kovář, krejčí, 2 obchody s mlékem, 2 obuvníci, povozník, 2 řezníci, 3 obchody se smíšeným zbožím, tesařský mistr, 2 trafiky, truhlář, velkostatkář Hořcička.

## Obyvatelstvo
| Rok            | 1869 | 1880 | 1890 | 1900 | 1910 | 1921 | 1930 | 1950 | 1961 | 1970 | 1980 | 1991 | 2001 | 2011 | 2021 |
| -------------- | ---- | ---- | ---- | ---- | ---- | ---- | ---- | ---- | ---- | ---- | ---- | ---- | ---- | ---- | ---- |
| Počet obyvatel | 322  | 449  | 520  | 538  | 608  | 609  | 646  | 657  | 698  | 619  | 508  | 429  | 467  | 522  | 536  |
| Počet domů     | 43   | 63   | 76   | 87   | 105  | 107  | 152  | 172  | 172  | 168  | 163  | 189  | 204  | 210  | 216  |

## Obecní správa

### Územněsprávní začlenění
Dějiny územněsprávního začleňování zahrnují období od roku 1850 do současnosti. V chronologickém přehledu je uvedena územně administrativní příslušnost obce v roce, kdy ke změně došlo:
- 1850 země česká, kraj Pardubice, politický okres Černý Kostelec, soudní okres Český Brod, městys Kounice[8]
- 1855 země česká, kraj Praha, soudní okres Český Brod, městys Kounice
- 1868 země česká, politický i soudní okres Český Brod, městys Kounice
- 1921 země česká, politický i soudní okres Český Brod[9]
- 1939 země česká, Oberlandrat Kolín, politický i soudní okres Český Brod[10]
- 1942 země česká, Oberlandrat Praha, politický i soudní okres Český Brod[11]
- 1945 země česká, správní i soudní okres Český Brod[12]
- 1949 Pražský kraj, okres Český Brod[13]
- 1960 Středočeský kraj, okres Nymburk
- 2003 Středočeský kraj, okres Nymburk, obec s rozšířenou působností Nymburk

## Doprava
Dopravní síť
- Pozemní komunikace – Do obce vede silnice III. třídy. Ve vzdálenosti dva kilometry vede silnice II/330 Činěves – Nymburk – Sadská – Český Brod, okraj území obce protíná dálnice D11 mezi exity 18 (Bříství) a 25 (Sadská).
- Železnice – Železniční trať ani stanice na území obce nejsou. Nejblíže středu obce je železniční stanice Poříčany ve vzdálenosti dva kilometry ležící na trati 011 z Kolína do Prahy, z níž odbočuje trať 060 z Poříčan do Nymburka.

Veřejná doprava 2025
- Autobusová doprava – Obcí projížděla autobusová linka 698 Semice, střed - Hradištko, Kersko, U Pramene - Velenka - Chrást - Poříčany, žel. st.